# Premi Carles Rahola d'assaig
El Premi Carles Rahola d'assaig és un premi literari dedicat a guardonar assajos en llengua catalana que forma part dels Premis Literaris de Girona i és atorgat per la Fundació Prudenci Bertrana. Creat el 1980, es concedeix durant el mes de setembre a la ciutat de Girona. A aquest premi s'hi poden presentar assaigs de tema lliure, oberts a qualsevol camp del pensament (filosòfic, científic, literari, històric, polític i estètic), en l'àmbit cultural català, té una dotació de 6.000 euros i l'obra guanyadora és editada per Edicions Proa.

## Guanyadors
- 1980: Miquel Berga per Entre la ploma i el fusell
- 1981: Declarat desert pel Jurat
- 1982: Josep Maria Terricabras per Assaig d'ètica
- 1983: Declarat desert pel Jurat
- 1984: Joan Julià-Muné per Memòria d'un apassionat i Joan Busquets per Martí Luter
- 1985: Declarat desert pel Jurat
- 1986: Josep Maria Casasús i Guri per L'evolució del pensament periodístic a Catalunya
- 1987: Declarat desert pel jurat
- 1988: Declarat desert pel jurat
- 1989: Daniel Arasa i Favà per Els catalans de Churchill
- 1990: Mercè Rius per Ocèanides, una constant del pensament orsià
- 1991: Antoni Riera per La raó moral de Joan Fuster. Notes per a una lectura
- 1992: Pere Verdaguer per Entre llengua i literatura
- 1993: Emili Rodríguez-Bernabeu per Alacant contra València
- 1994: Alfred Bosch per Nelson Mandela: l'última Home-Déu
- 1995: Josep Murgades per Llengua i discriminació
- 1996: Víctor Martínez-Gil per El naixement de l'iberisme catalanista
- 1997: Alan Yates per Aspectes de Narcís Oller
- 1998: Joan Rebagliato per La Hispània catalana
- 1999: Xavier Ferrer per Abans i després de Nosaltres el Valencians
- 2000: Jaume Sobrequés per Antoni Rovira i Virgili, història i pensament polític
- 2001: Gerard Horta per De la mística a les barricades
- 2002: Albert Ferrer per Federalisme i romanticisme. Visions de la unitat
- 2003: Núria Bou per Deesses i tombes. Mites femenins en el cinema
- 2004: Enric Vicent Sòria per La lentitud del mar. Dietari 1989-1997
- 2005: Ricard Torrents per Art, poder, religió o les sagrades famílies
- 2006: Ferran Garcia-Oliver per El vaixell de Genseric
- 2007: Albert Balcells per Llocs de memòria dels catalans
- 2008: Joan Lluís Llinás per L'home Montanià
- 2009: Quim Torra per Viatge involuntari a la Catalunya impossible
- 2010: Sam Abrams per Llegir Maragall, ara
- 2011: Mireia Sopena per Josep Pedreira, un editor en terra de naufragis. Els llibres d'Óssa Menor(19491963)
- 2012: Vicent Sanchis per Cinquanta anys després[1] (posteriorment, Valencians, encara)[2]
- 2013: Martí Domínguez i Romero per El somni de Lucreci
- 2014: Marta Rovira Martínez per Un exercici d'apropiació de la història (Pòrtic, 2014)[3]
- 2015: Gustau Nerín per Traficants d'ànimes. Els negrers espanyols a l'Àfrica[4]
- 2016: Jordi Casassas per La voluntat i la quimera: el noucentisme català[5]
- 2017: Montserrat Tura per República pagesa[6]
- 2018: Vicenç Villatoro per Massa foc[7]
- 2019: Ferran Sáez Mateu pel dietari filosòfic La vida aèria
- 2020: Xavier Febrés per Josep Pla i la vitalitat[8]
- 2021: Josep Vicent Boira per La Via Augusta del segle XXI. El corredor mediterrani contra l'Espanya radial[9]
- 2022: Joan Esculies per Josep Fornas, el solucionador[10]
- 2023: Josep Muñoz per El jardí d'Epicur
- 2024: Salvador Sabrià Pau per L'escriptori de la Seu
- 2025: Ramon Solsona per Dones migpartides. Trenta narradores entre la il·lusió republicana, la derrota i el redreçament